# Bithynia cettinensis
Bithynia cettinensis is een slakkensoort uit de familie van de Bithyniidae. De wetenschappelijke naam van de soort is voor het eerst geldig gepubliceerd in 1887 door Clessin.